# Juan Tablada

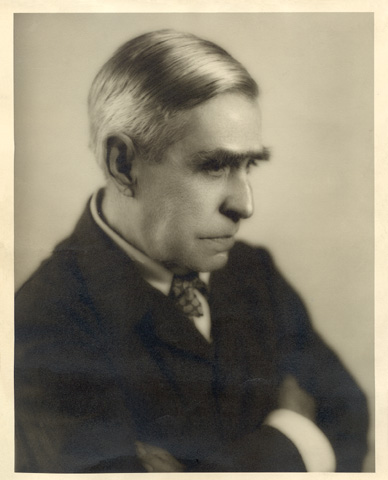
José Juan Tablada

José Juan Tablada (ur. 3 kwietnia 1871 w Meksyku, zm. 2 sierpnia 1945 w Nowym Jorku) – poeta i prozaik meksykański.

## Życie
Studiował na akademii sztuk pięknych. Od dziewiętnastego roku życia zajmował się dziennikarstwem. W 1900 odwiedził Japonię. W latach 1911–1912 mieszkał w Paryżu, w 1914 emigrował do USA, od 1918 był dyplomatą w Kolumbii i Wenezueli.

## Twórczość
Jego podziw dla nowoczesnej poezji francuskiej znalazł odzwierciedlenie w tomie Florilegio (Antologia). Interesował się poezją orientalną, zwłaszcza chińską i japońskim haiku, co szczególnie dobrze widać w tomie Li-Po y otros poemas (Li Po i inne wiersze). Wydał też powieść La resurrección de los idolos (1924, Wskrzeszenie bożków).

## Recepcja polska
Jego wiersze naśladujące wzory japońskie (przekład Leszka Engelkinga) drukowała "Literatura na Świecie".